# 新街乡 (开江县)
新街乡，是中华人民共和国四川省达州市开江县曾经下辖的一个乡。2019年12月，撤销新街乡，将其所属行政区域划归任市镇管辖。

## 行政区划
新街乡撤销前下辖以下地区：
狮子庙村、老街村、竹儿坪村、黄茅坪村、报恩寺村和顶新场村。